# Cal Donyanna
Cal Donyanna és una antiga masia del Prat de Llobregat construïda l'any 1873, la propietària de la qual fou Anna de Sant Joan i Many. El nom de la finca prové del de la seva propietària, "Doña Anna".

## Història
L'habitatge va patir reformes dues vegades: l'any 1907, després d'una riuada que va deixar-lo molt malmès, i el 1960.
La casa va ser venuda al general Josep Manso i Solà, comte de Llobregat. Els darrers propietaris de la masia van ésser Pau Piguillem i Comas, Elvira Martí i els seus fills, Pau i Jaume.
La casa va ser enderrocada entre el 6 i el 8 d'abril de 1998, per les obres de la Pota Sud.

## Distribució
Als baixos hi trobàvem la sala i el menjador, tot en una sola estança, una cuina amb llar de foc i forn per coure el pa, un celler, un rebost i, finalment, una sala per a guardar els productes provinents de la matança del porc.
A l'interior, la masia estava decorada, fonamentalment, amb mobles molt antics i de gran qualitat, d'estil català.
A la façana s'hi trobava un rellotge de sol i, a la seva part davantera, un jardí molt cuidat amb arbres fruiters i per fer ombra.
La propietat es completava amb deu mujades de terra de conreu, on es collien diversos vegetals com ara carxofes, enciams i mongetes.